# Stephen R. Bourne

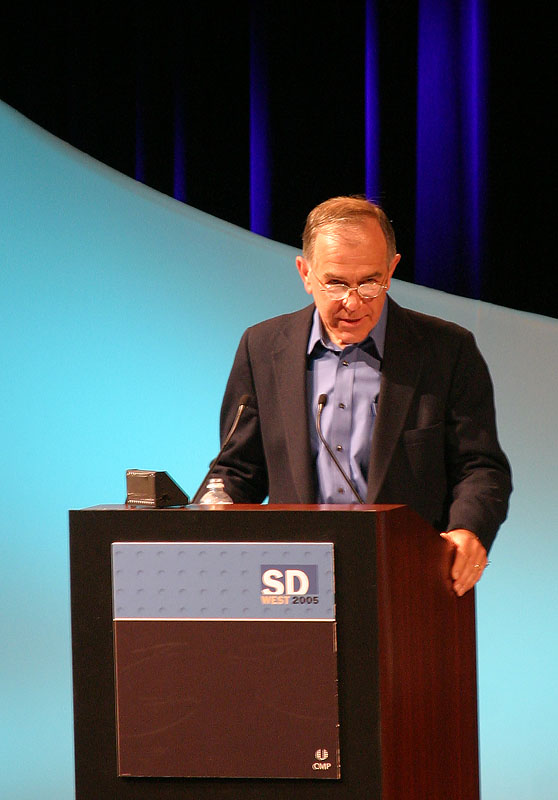
Stephen Bourne (2005)

Stephen Richard Bourne (* 7. Januar 1944) ist ein britischer Informatiker und Mathematiker.

## Leben
1975–77 entwickelte er für das Betriebssystem Unix maßgeblich die nach ihm benannte Bourne-Shell („sh“). Diese Shell wurde für die Firma AT&T in den Bell Laboratories erstellt, wobei John Mashey assistierte. Die Bourne-Shell ist die Grundlage aller heute verbreiteten Kommandozeileninterpreter für Unix bzw. Linux.
Bourne entwickelte außerdem die erste Version des Advanced Debugger (adb), des auch heute noch auf fast allen UNIX-Systemen verfügbaren Basis-Debuggers.
Er war von 2000 bis 2002 Präsident der Association for Computing Machinery (ACM).